# Mus shortridgei
Mus shortridgei é uma espécie de roedor da família Muridae.
Pode ser encontrada nos seguintes países: Camboja, Myanmar, Tailândia e Vietname.